# 日本擬人面蟹
日本擬人面蟹（学名：Paromola japonica）为人面蟹科擬人面蟹屬下的一个种。